# Ай-Тодорский маяк
Ай-Тодорский маяк — один из старейших маяков Чёрного моря, расположен на самом южном отроге мыса Ай-Тодор. Высота огня от уровня моря 87 м, проблесковый — два проблеска с периодом 6 сек., цвет проблеска зелёный. Вблизи маяка растёт гигантская фисташка возрастом более 1000 лет.

## История
Маяк основан в 1835 году при прямом участии главнокомандующего Черноморского флота М. П. Лазарева. Ныне существующая башня выстроена в 1876 году. Считавшийся одним из красивейших черноморских маяков, Ай-Тодорский маяк в разные годы посещали Александр III, Николай II, королевская семья Дании, многочисленные великие князья и высшие сановники Российской империи, а также Лев Толстой, Антон Чехов, Владимир Маяковский и многие другие деятели культуры и науки.
За свою историю маяк прекращал работу трижды: в 1854—1855 годах во время Крымской войны, в 1877 году во время русско-турецкой войны и в 1941—1944 в период Великой Отечественной войны.
В 1947—1948 годах башня, жилое здание и службы были капитально восстановлены. В 1948 году в специально построенном здании был установлен радиомаяк. В 1965 году был установлен радиомаяк КРМ-100. В 1984 в этом же здании смонтирован радиомаяк КРМ-300, обеспечивающий дальность действия 150 миль.